# Joncels

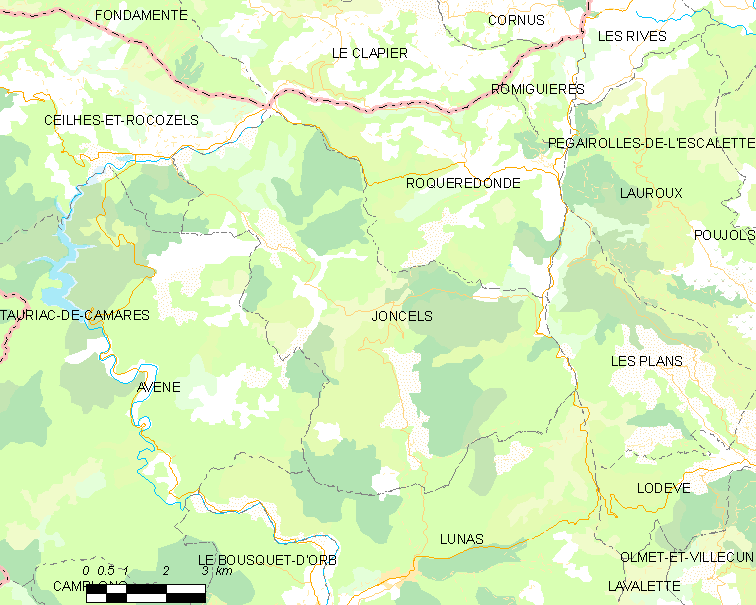
Mapa

 Joncels  es una población y comuna francesa, situada en la región de Occitania, departamento de Hérault, en el distrito de Lodève y cantón de Clermont-l'Hérault.

## Demografía
| 247 | 222 | 198 | 203 | 222 | 227 | 306 |
| Para los censos de 1962 a 1999 la población legal corresponde a la población sin duplicidades (Fuente: INSEE [Consultar]) |     |     |     |     |     |     |